# Agroeca aureoplumata
Espèce
Agroeca aureoplumata est une espèce d'araignées aranéomorphes de la famille des Liocranidae.

## Distribution
Cette espèce est endémique de Colombie.

## Description
La femelle holotype mesure 11,0 mm.

## Publication originale
- Keyserling, 1879 : Neue Spinnen aus Amerika. Verhandlungen der Kaiserlich-Königlichen Zoologisch-Botanischen Gesellschaft in Wien, vol. 29, p. 293-349 (texte intégral).